# Ernst Wolgast
Ernst Johannes Christoph Wolgast (* 6. Juni 1888 in Kiel; † 26. April 1959 in Nürnberg) war ein deutscher Staats- und Völkerrechtler.

## Leben
Wolgast besuchte die 3. Knaben-Bürgerschule und das Gymnasium in Kiel. Nach dem Abitur studierte er Rechtswissenschaften an den Universitäten Kiel und München. Von 1912 bis 1915 war Wolgast Referendar. Von 1915 bis 1921 arbeitete er im Auswärtigen Amt, seit 1919 als Legationssekretär. 1916 promovierte Wolgast an der Universität Kiel zum Dr. jur. Von 1921 bis 1929 lehrte er als Privatdozent an den Universitäten Kiel, Königsberg Pr., Riga, Bonn und wieder Königsberg. Anschließend lehrte Wolgast als außerplanmäßiger außerordentlicher Professor daselbst. Von 1929 bis 1934 lehrte er als ordentlicher Professor des öffentlichen Rechts an der Universität Rostock. 1932 setzte er sich für die Einrichtung einer Professur für Wehrwissenschaft ein. Von 1923 bis 1933 arbeitete er kontinuierlich zu dem Thema Eirik Raudes Land im Osten Grönlands.
Nach Rostock wechselte er nach Würzburg und lehrte von 1934 bis 1945 an der Universität Würzburg (bes. Kirchenrecht, Völkerrecht, Internationales Privatrecht und Rechtsphilosophie).
Am 1. Mai 1937 trat er der NSDAP bei und wurde kurz vor Kriegsende am 11. Dezember 1944 aus der Partei ausgeschlossen. 
1946 war Wolgast Verteidiger vor dem Internationalen Militärgerichtshof in Nürnberg. Von 1947 bis 1948 war er Lehrbeauftragter an der Philosophisch-theologischen Hochschule Regensburg und an der Hochschule für Wirtschafts- und Sozialwissenschaften Nürnberg. Schließlich lehrte er in Nürnberg von 1948 bis 1954 als ordentlicher Professor des öffentlichen Rechts. Im Jahre 1955 war Wolgast emeritiert.
Wolgast war evangelischen Glaubens. Er war mit Frieda Bertha Wolgast, geb. Nehlsen verheiratet und hatte mit ihr eine Tochter: Dr. jur. Marianne, verh. Cramer von Clausbruch.

## Schriften

### Aufsätze
- Bayerns Staatsgeschichte, in: Wirtschaft und Gesellung. Festschrift für Hans Proesler zu seinem 65. Geburtstage, Erlangen 1953, S. 100–131.
- Eberhard Freiherr von Scheurl als Lehrer des öffentlichen Rechts, in: Eberhard Freiherr Scheurl von Defersdorf. Sitzung zum Gedächtnis des ersten Lehrers für öffentliches Recht an der Hochschule in Nürnberg, Nürnberg 1953, S. 13–20.

### Monographien
- Die Rückständigkeit der Staatslehre. Studien zur auswärtigen Gewalt des Staates, Wiesbaden 1956.
- Grundriß des Völkerrechts. Teil 1: Allgemeine Grundlagen, Hannover 1950.
- Revision der Staatslehre, Nürnberg 1950.
- Seemacht und Seegeltung. Entwickelt an Athen und England, Berlin 1944.
- Lex Regia. Das dänische und das deutsche Staatsführungsgesetz, Würzburg 1935.
- Völkerrecht. Mit einem systematischen Verzeichnis der völkerrechtlichen Kollektivverträge, Berlin 1934.
- Vom Wesen Europas. Grenzen – Bewusstsein, innere Raumgestaltung, Verhältnisse zur Welt, Rostock 1933.
- Europa, seine Grenzen und sein Wesen in sozialer Hinsicht, Königsberg/Pr. 1932.
- Die Kampfregierung. Ein Beitrag zur Lehre von der Kabinettsbildung nach der Weimarer Verfassung, Königsberg/Pr. 1929.
- Zum deutschen Parlamentarismus. Der Kampf um Artikel 54 der Deutschen Reichsverfassung. Eine staatsrechtliche Studie, Berlin 1929.
- Die Auslieferungsgesetze Norwegens, Schwedens und Finnlands. Mit einer systematischen Darstellung der Grundzüge des nordischen Auslieferungsrechts im Hinblick auf den Erlass eines deutschen Auslieferungsgesetzes, Berlin/Leipzig 1928.
- (unter dem Pseudonym Severus Clemens): Der Beruf des Diplomaten, Berlin 1926.
- Der Wimbledonprozeß vor dem Völkerbundsgerichtshof, Berlin-Grunewald 1926.
- Geschichte der schleswig-holsteinischen Kirchenverfassung, Kiel 1921.
- Die Weimarer Verfassung, 1919.
- Die moderne Demokratie, Oslo 1917.
- Die rechtliche Stellung des schleswig-holsteinischen Konsistoriums. Ein Beitrag zur Beurteilung des Verhältnisses der Landeskirche zum Staate, jur. Diss., Kiel 1916.

Zudem veröffentlichte Wolgast zahlreiche Einzelarbeiten.